# Roman Bugarski
Roman (bugarski: Роман) (o. 930. – 997.) bio je car Bugara 977. – 997. Njegovi su roditelji bili car Petar I. Sveti i njegova supruga, Irena Lekapene (unuka bizantskog cara Romana I. Lakapena). Romanov je stariji brat bio car Boris II. Moguće je da je Roman također imao ime Simeon. Rođen je oko 930. te je vjerojatno posjetio Carigrad s majkom nakon 931.
God. 968., Roman i njegov brat Boris otišli su u Carigrad gdje su postali „taoci”, kako bi bilo dogovoreno primirje između Bugarske i Bizanta. Nakon što je bugarski car Petar abdicirao, Borisu je bilo dopušteno vratiti se u Bugarsku i postati car. S njim je pošao i Roman, koji je možda postao bratov suvladar. On i Boris postali su sluge kijevskog kneza Svjatoslava I. i bizantskog cara Ivana I. Cimiska, nakon čije su pobjede bili odvedeni u Carigrad. Ivan I. je dao kastrirati Romana jer je htio spriječiti da dobije potomke koji bi mogli polagati pravo na bugarsko prijestolje.
Boris i Roman su pobjegli iz zatočeništva 977., ali je jedan bugarski vojnik ubio Borisa na bugarskoj granici, zamijenivši ga za Grka, dok se Roman uspio identificirati te je uskoro postao novi car Bugara. Ipak, Roman se uglavnom bavio religijom, dok je upravljanje Bugarskom de facto preuzeo plemić Samuilo iz Dinastije Kometopuli. Bizantski car Bazilije II. je izvršio invaziju na Bugarsku te je zarobio Romana, koji je ostao u bizantskom zatočeništvu do svoje smrti, 997. te je nakon njegove smrti Samuilo postao novi car Bugara.
| Prethodnik:        | Bugarski car | Nasljednik: |
| Boris II. Bugarski | Bugarski car | Samuilo     |